# 강형욱
강형욱(1985년 5월 27일~)은 대한민국의 기업인이자 반려견 훈련사이다.

## 경력
- 한국 장애인 도우미견 학교 훈련사 입문(1999년)
- 호주 Australia Guard Dog Training Centre 훈련사 활동(2005년)
- 일본 Masuda Dog Training 훈련연수(2006년)
- 호주 Melboume Pet Dog Training Center 훈련사 활동(2012년)
- 노르웨이 Anne Lill Kvam Hunde Skole 훈련연수(2012년)
- KKC 1등 훈련사
- 보듬컴퍼니 대표

## 방송 프로그램
- 2007년~종료 MBC 《황금어장 라디오스타》 - 게스트 출연(2017년 2월 15일, 514회 / 2022년 3월 23일, 761회 방송분 출연/2023년 4월 12일, 812회 방송분 출연)
- 2007년~2017년 tvN 《현장토크쇼 TAXI》 - 게스트 출연(2016년 10월 25일, 449회 방송분 출연)
- 2014년~2020년 JTBC 《냉장고를 부탁해》 - 게스트 출연(2019년 4월 15일~22일, 222회~223회 방송분 출연)
- 2015년~종료 MBC 《미스터리 음악쇼 복면가왕》 - 지나가려면 뽑아주세요! 주차 차단기!(2018년 3월 18일 145회 방송분 출연 - 1라운드)
- 2015년~2017년 MBC 《마이 리틀 텔레비전》 - 게스트 출연(2016년 65회~68회 / 2017년 86회~87회 방송분 출연)
- 2015년~2016년 EBS1 《세상에 나쁜 개는 없다》 - 공식 전문가
- 2016년~2018년 EBS1 《세상에 나쁜 개는 없다 - 시즌 2》- 공식 전문가
- 2018년~종료 EBS1 《세상에 나쁜 개는 없다 - 시즌 3》 - 공식 전문가(2018년 4월 13일 방송분을 끝으로 하차)
- 2017년~2018년 채널A 《개밥 주는 남자 - 시즌 2》 - 훈련사
- 2017년 MBC FM4U 《푸른밤 이동진입니다》 - 게스트 출연
- 2017년~종료 SBS 《집사부일체》 - 게스트 출연(2019년 3월 24일~31일, 62회~63회 방송분 출연)
- 2018년 KBS2 《셀럽피디》
- 2018년 KBS2 《슈퍼맨이 돌아왔다》
- 2015년~JTBC 《아는 형님》 - 게스트 출연(2019년 8월 24일, 194회 방송분 출연)
- 2019년 11월 4일~2024년 5월 13일 하차 KBS2 《개는 훌륭하다》 - 진행자[1]
- 2018년~종료 KBS2 《옥탑방의 문제아들》 - 게스트 출연(2020년 2월 3일, 63회 방송분 출연)
- 2022년~현재 TVN STORY 《고독한 훈련사》 - 진행자

- 2016년 《청춘페스티벌 2017》(5월 6일~5월 7일)

## 논란

### 용인 여아 개 물림 사건 안락사 주장
폭스 테리어와 관련된 물림 사건에 대해 본인은 설채현 수의사와 달리 안락사를 권장한다고 말했다. 관련 사건을 보면 어린이는 물론 이웃집 개한테까지 피해를 초래하게 되었고, 안락사가 필요한 수준이라고 판단한 것이다. 

### 직장 내 괴롭힘 논란
강형욱이 직장 내 괴롭힘 논란에 휩싸였다.

### 개 학대 논란
훈련비가 늦게 입금된 개를 굶겨서 말렸다는 폭로가 나왔다.

## 해명
강형욱은 논란 사항들에 대해 2024년 5월 31일 독티처 유튜브 채널에 반박 영상을 올렸다. 해당 영상에서는 직장 내 괴롭힘도, 개 학대도 없다고 주장했다. (해당 유튜브 영상)

## 수상 목록
- 2021년 KBS 연예대상 프로듀서 특별상(개는 훌륭하다)

## 저서
- 2014년 《당신은 개를 키우면 안 된다 (혼내지 않고 혼나지 않아도 되는 반려견 교육서)》(5월 30일)